# Radlická radiála
Radlická radiála na západě Prahy nese v již zprovozněné části název Rozvadovská spojka. Někdy se v projektech označuje R5. Je pokračováním dálnice D5, na okraji Prahy je rozsáhlou mimoúrovňovou křižovatkou napojena na Pražský okruh a provizorně končí ve Stodůlkách napojením na Bucharovu ulici. V budoucnu má pokračovat až k napojení na Městský okruh. 
Kritici poukazují na to, že Radlická radiála vlivem dopravní indukce přinese do města víc aut, zhorší dopravní kolony, přeplní Barrandovský most, sníží konkurenceschopnost MHD a přilehlým obytným oblastem zvětší hlukovou a emisní zátěž. 

## Třebonice – Stodůlky
První úsek, Stodůlky – Třebonice, dlouhý 4 kilometry, byl postavený v letech 1976–1980 a zprovozněný 20. října 1980. Později byl pojmenován Rozvadovská spojka. Stavba zatím končí ve východních Stodůlkách v místě osmičkovitého mimoúrovňového křížení s Bucharovou ulicí. Rozděluje Třebonice na severní část, patřící k městské části Praha-Zličín, a jižní část, patřící, stejně jako Stodůlky, k městské části Praha 13. 
Přibližně uprostřed své délky je tento úsek deltovitým mimoúrovňovým křížením propojen s Jeremiášovou ulicí, vedoucí podél západního okraje stodůlecké zástavby. U třebonické nákupní zóny Zličín je osmičkovitou mimoúrovňovou křižovatkou napojena na Řevnickou ulici. Kromě mostů, které jsou součástí mimoúrovňových křížení, je Rozvadovská spojka navíc v blízkosti stodůleckých Lužin přemostěna ještě Bavorskou ulicí. 

## Stodůlky – Zlíchov

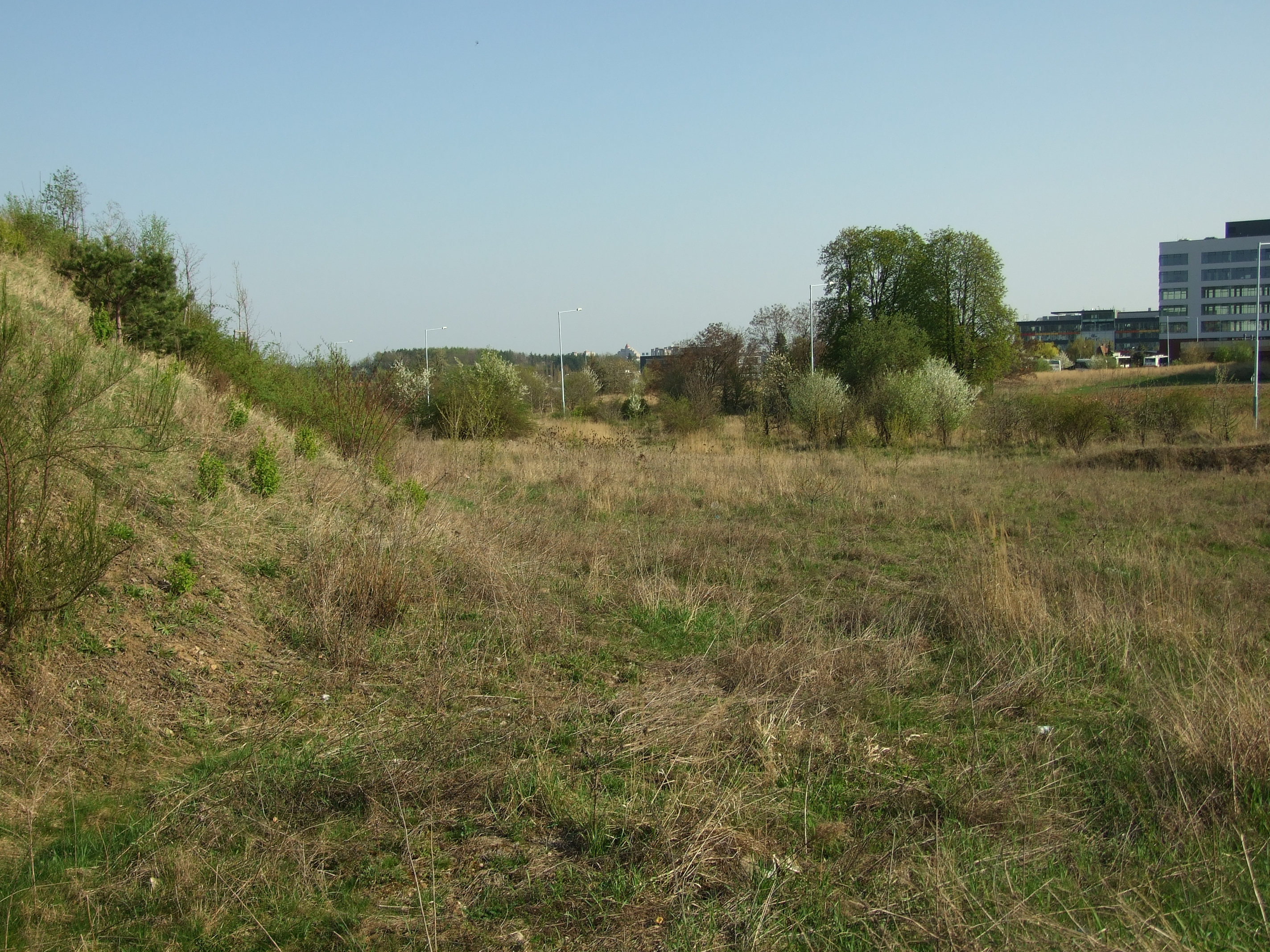
Pruh louky u Nových Butovic, kudy má být radlická radiála vedena

V druhé etapě byla plánována výstavba 5,4 km dlouhého úseku Zlíchov – Stodůlky, která měla probíhat v letech 2012–2015 .
Podle původních plánů ze 70. a 80. let 20. století měla radiála vést po povrchu – údajně i kvůli tomu byla začátkem 80. let zbourána část zástavby Radlic a Smíchova podél Radlické ulice a zkrácena tramvajová trať Smíchov - Radlice.[zdroj?] Souběžně, například ve Směrném územním plánu z roku 1986, se uvažovalo i o vedení komunikace v nové trase od usedlosti Koulka úbočím Kesnerky – tomu odpovídá i zalomení Radlické ulice v blízkosti stanice metra Radlická, kde nová komunikace má navázat na západní část Radlické ulice. Tyto plány byly zvažovány v různých variantách, která však vždy vyžadovaly rozsáhlé demolice domů. Začátkem 90. let byly tyto plány opuštěny a nahrazeny tunelovou variantou trasy Zlíchov – Radlice, tedy se zaústěním do Městského okruhu jižněji. Prověřovány byly i varianty severnějšího vedení, pod Pavím vrchem do blízkosti Ženských domovů. 
Na Městský okruh má radiála navazovat mimoúrovňově na Zlíchově. Odtud povede pod Děvínem (resp. Dívčími hrady) 2 200 m dlouhý ražený tunel Radlice, který vyústí na povrch mimoúrovňovou křižovatkou. Na dalším úseku mají být již jen dva krátké hloubené tunely: tunel Butovice (délka 299 m) a tunel Jinonice (299 m), délka 300 a více metrů by si výžádala vyšší vybavení těchto tunelů .   U stanice metra Jinonice bude mimoúrovňová křižovatka, další mimoúrovňová křižovatka má být u starých Butovic v místě dnešní křižovatky Radlické a Novoveské ulice. V těchto místech se odchýlí od dosavadního trasování Radlické ulice a povede kolem autobusového terminálu a stanice metra Nové Butovice, kde má být další mimoúrovňová křižovatka, až k nynějšímu provizornímu zakončení prvního úseku. 
Ve směru z Prahy má mít kromě dvou základních jízdních pruhů ještě navíc jeden stoupací. Maximální podélný sklon má být kolem 5 %.

### Přepracování projektu
Podobu projektu dlouhodobě kritizují obyvatelé okolí plánované trasy Radlické radiály. Ti poslali k územnímu řízení 150 různých připomínek. Podle nich v roce 2020 nechal pražský magistrát v čele s náměstkem pro dopravu Adamem Scheinherrem projekt přepracovat – aby bylo například více částí radiály vedeno pod zemí. Změny na začátku roku 2024 představil náměstek pro dopravu Zdeněk Hřib.

## Kritika

### Zhoršení dopravy a životního prostředí
Ze studie ČVUT z roku 2019 vyplynulo, že Radlická radiála přivede více aut do centra města a dále zhorší dopravní kolony. Radiála by také mohla přetížit již plný Barrandovský most, na který přivede dalších 40 tisíc aut denně. Kvůli zahlcení auty by tunely musely být uzavírány a auta by tak byla odkloněna do obytné zástavby.
Proti podobě Radlické radiály navržené v 90. letech vystupuje Iniciativa za zlepšení Radlické radiály. Ta požaduje, aby se projekt z 70. let 20. století přepracoval tak, aby odpovídal současnému stavu dopravních vědomostí a praxe. Místní se obávají zvýšené dopravy aut a zhoršeného životního prostředí.
Na to, že Radlická radiála kvůli dopravní indukci přivede do centra víc aut, zhorší kolony a výrazně sníží konkurenceschopnost veřejné dopravy, upozorňuje také pražský spolek AutoMat. Ten novou stavbu dopravně přirovnává k tunelovému komplexu Blanka. Od tohoto projektu za 43 miliard si město také slibovalo snížení počtu aut i snížení kolon – ve skutečnosti ale stavba do města přinesla více aut, kongesce a znečištění. Upozorňuje na to, že ke zklidnění okolních komunikací po postavení radiály stejně jako u tunelu Blanka nedojde, pokud nebude zabráněno průjezdu tranzitujících aut. Radiála by také významně zvýšila zatížení emisemi aut, kterých by v oblasti Jinonic, Butovic a Stodůlek přibylo násobné množství oproti původnímu stavu. Na vrchu Dívčí hrady by navíc vyrostl komín, který by navíc zplodiny z tunelu vypouštěl na celou východní část Prahy.
Spolek Cibulka pro zlepšení dopravy navrhl v roce 2017 na radiálách zavést mýto pro mimopražské řidiče, tak aby si jimi nezkracovali cestu skrz město. Dále také zavedení časově a místně proveditelných opatření na zmírnění kongescí, jako například „zácpovné" a „smogovné", které funguje v zahraničních městech. Dále navrhuje místo nových tunelů pro auta zlepšovat příměstskou železniční dopravu, postavit nové metro a parkoviště P+R. Pokud bude rychlejší MHD než auto, uleví se tak automobilové dopravě. Spolek také požadoval, aby územní plán hlavního města zaručil polycentričnost Prahy tak, aby se doprava rovnoměrně rozptýlila.